# 혼다 프리드
혼다 프리드(Honda Freed)는 일본의 자동차 회사인 혼다 기연 공업이 생산 및 판매 중인 소형 미니밴이다.

## 1세대

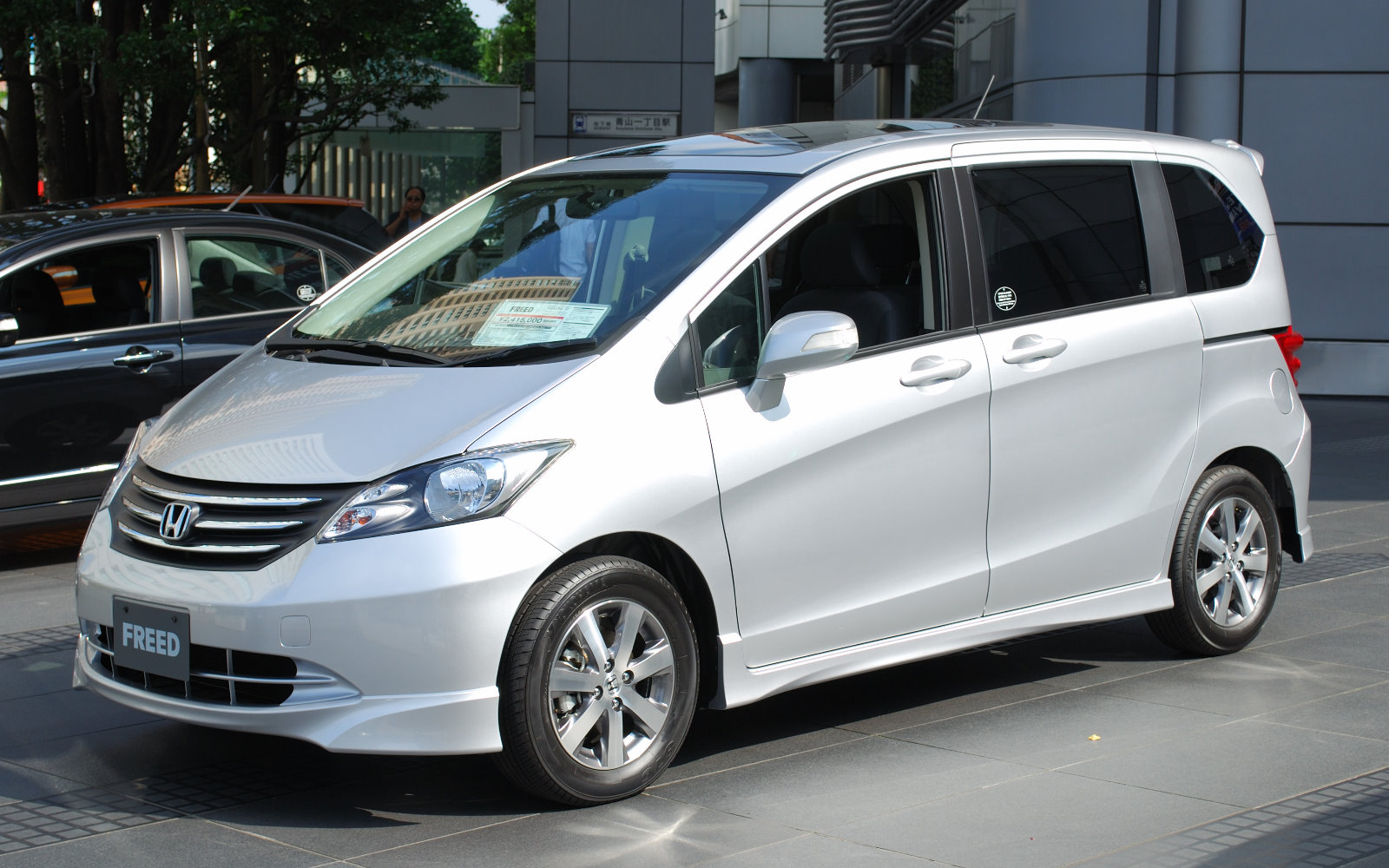
혼다 프리드(전기형) 정측면

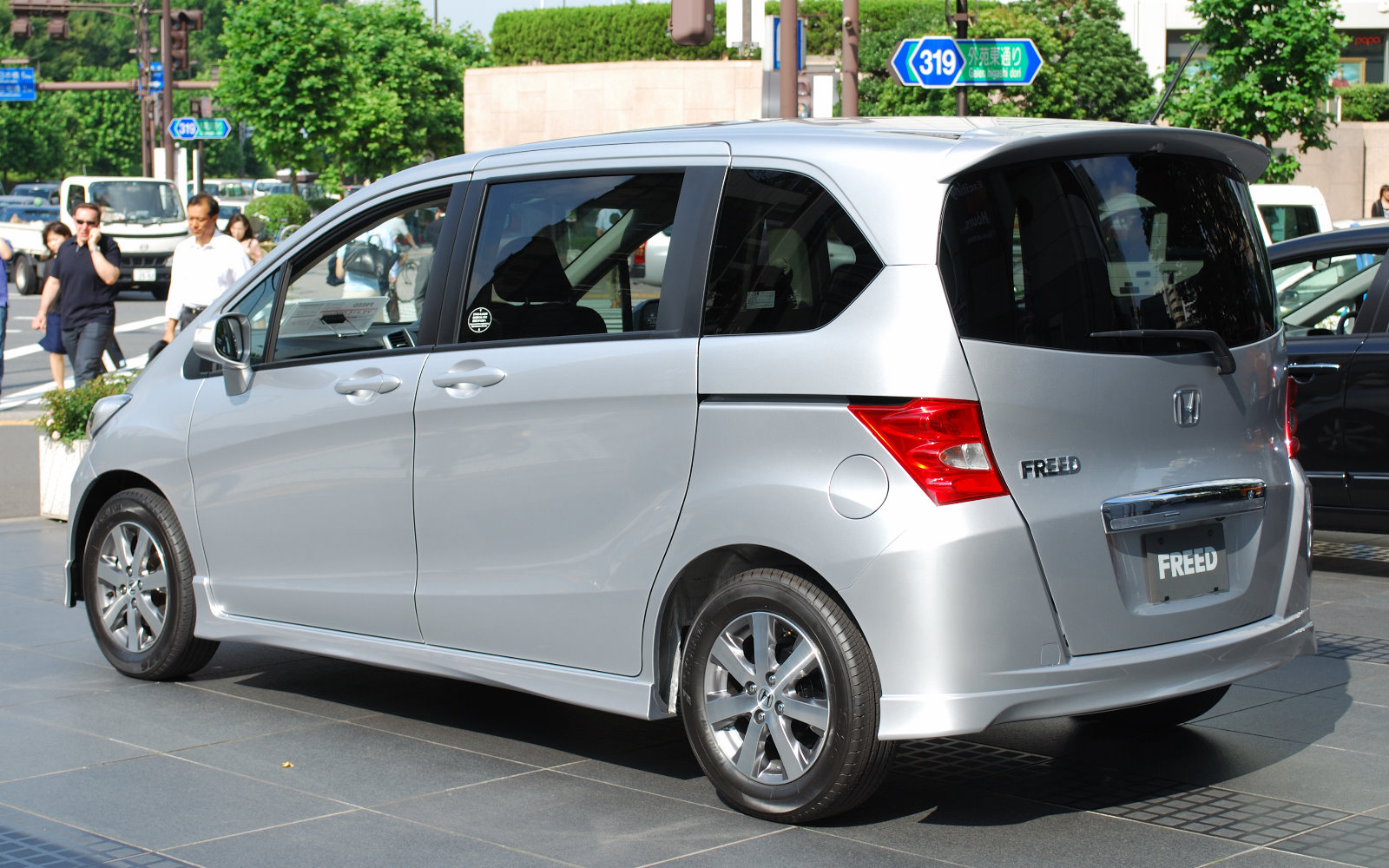
혼다 프리드(전기형) 후측면

2008년 6월에 모빌리오와 모빌리오 스파이크의 통합 후속 차종으로 출시되었다. 4륜구동과 전륜구동 중 하나를 선택할 수 있으며, 승차 정원은 7명 또는 8명이다. 1.5ℓ 가솔린 엔진을 얹었다. 전륜구동은 CVT, 4륜구동은 5단 자동변속기를 탑재하였다. 2010년 11월에 약간의 마이너 체인지를 거쳤고, 2011년 10월에 페이스 리프트를 거침과 동시에 피트에 들어가는 것과 같은 구동계를 가진 1.5ℓ 가솔린 하이브리드 엔진이 추가되었다. 이후 2014년 4월에 또 다시 마이너 체인지를 거쳤다. 한 때 복지 차량으로도 개조된 적 있다.

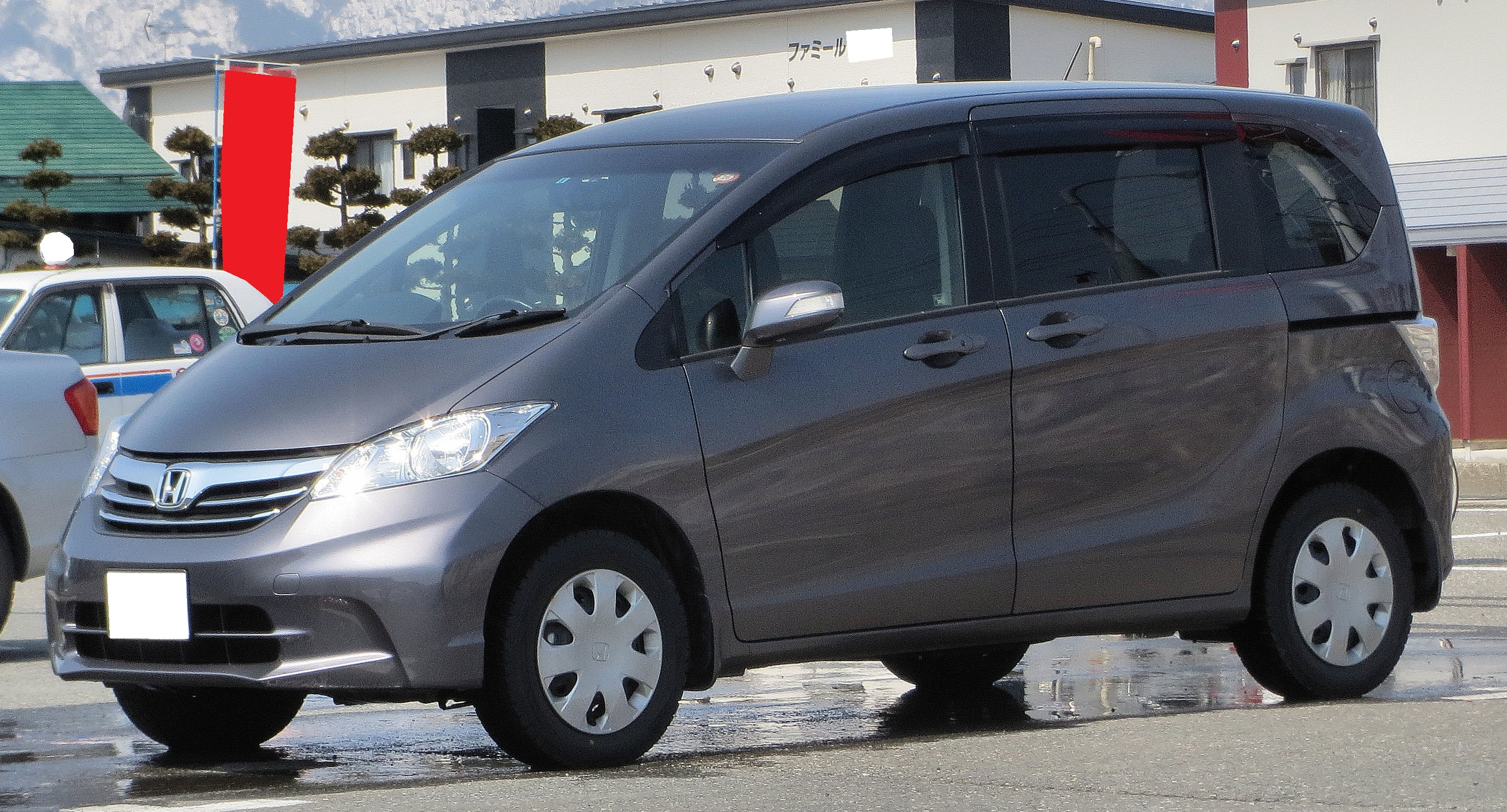
혼다 프리드(중기형) 정측면
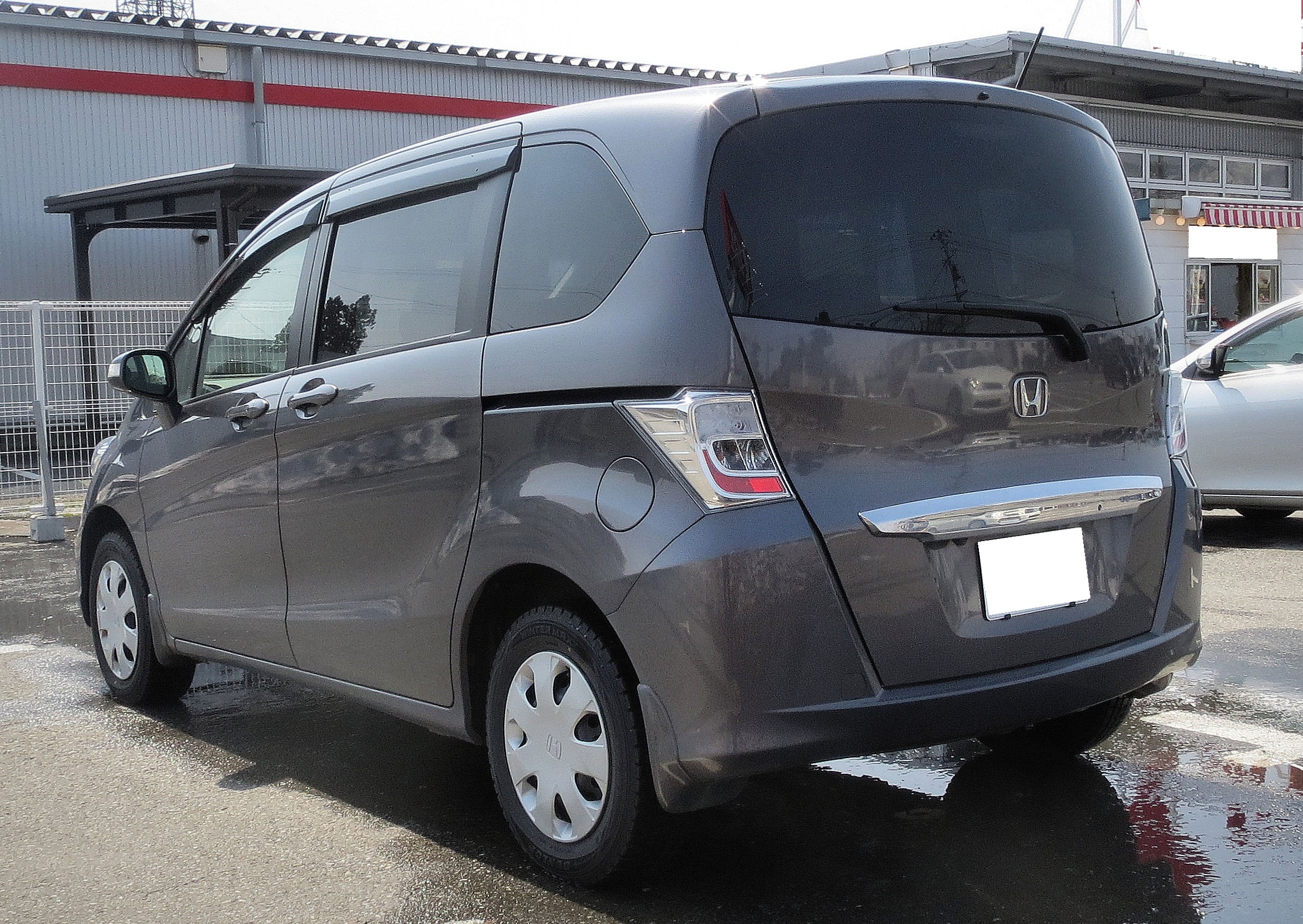
혼다 프리드(중기형) 후측면
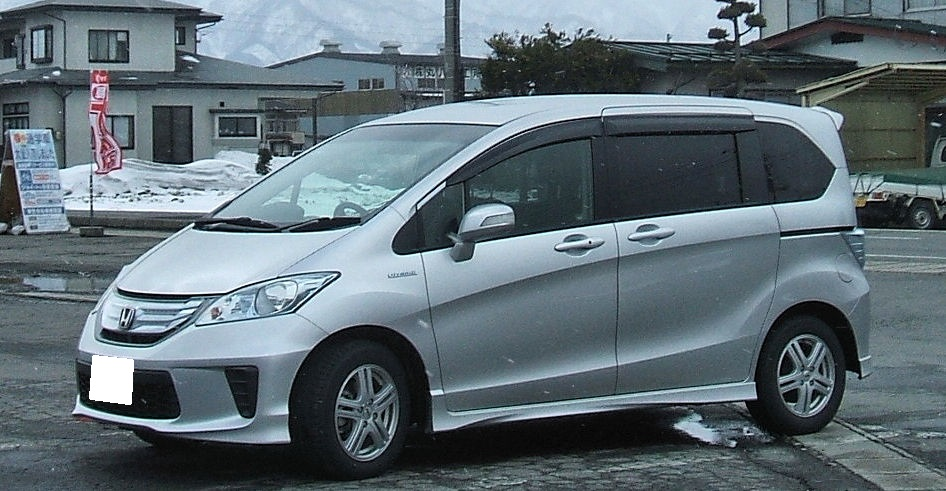
혼다 프리드 하이브리드(전기형) 정측면
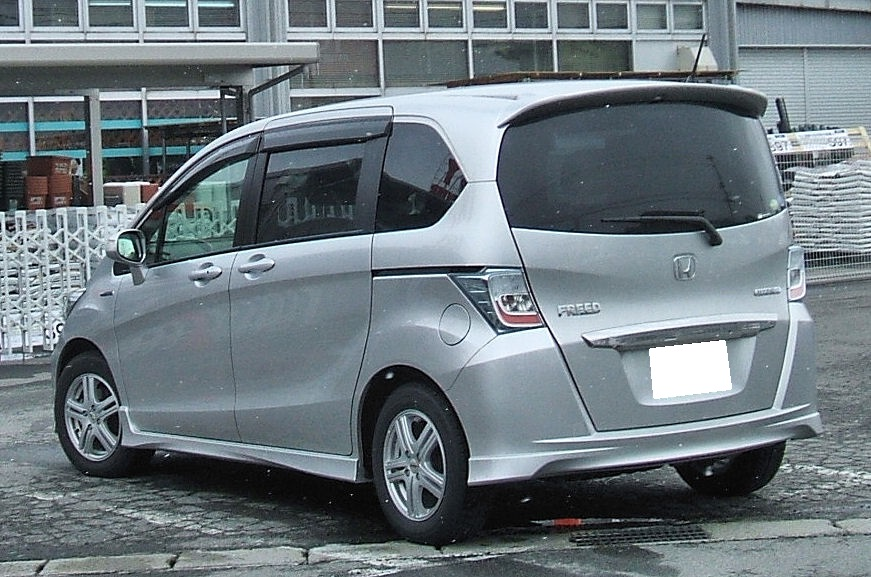
혼다 프리드 하이브리드(전기형) 후측면
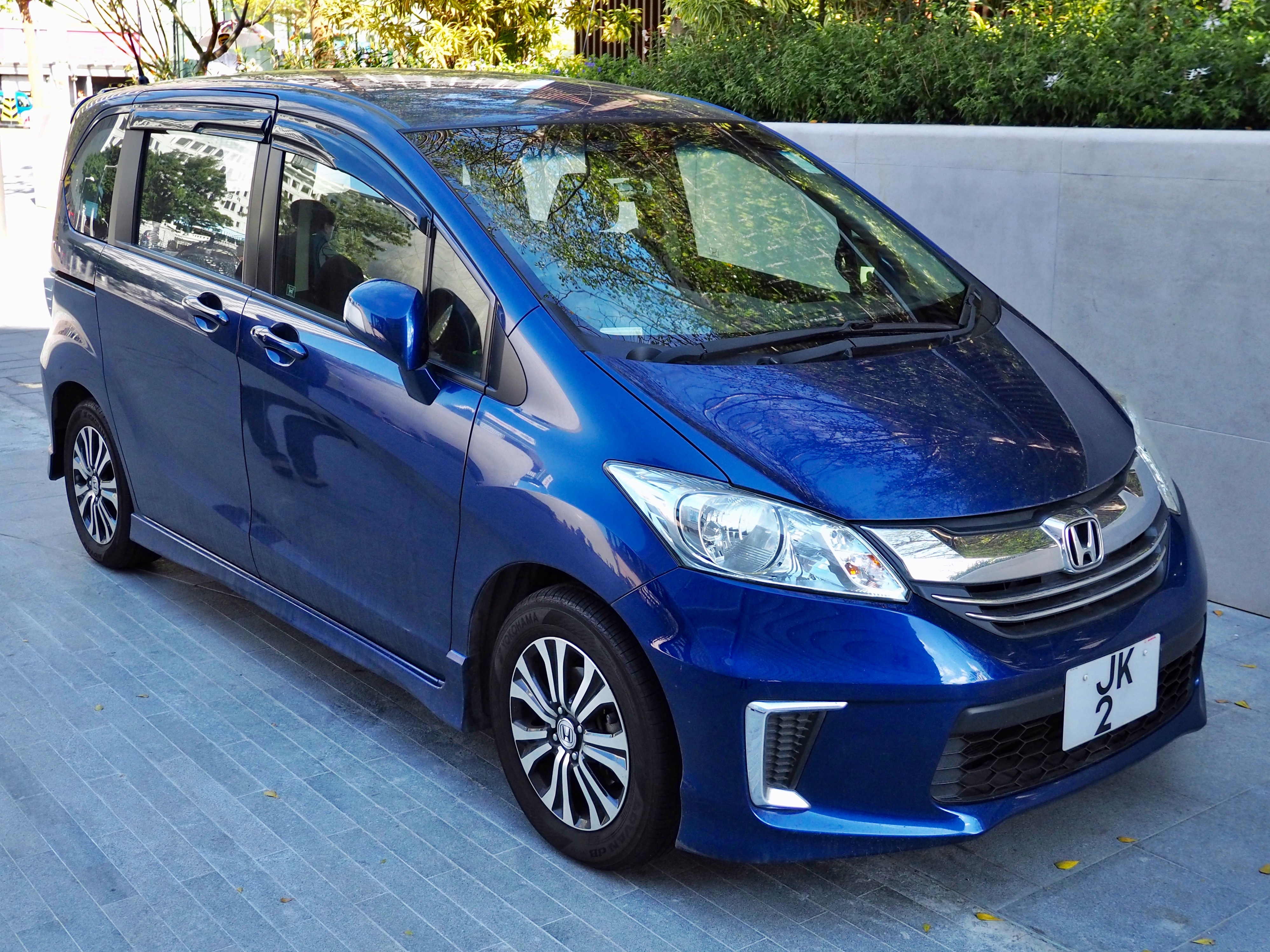
혼다 프리드 하이브리드(후기형) 정측면
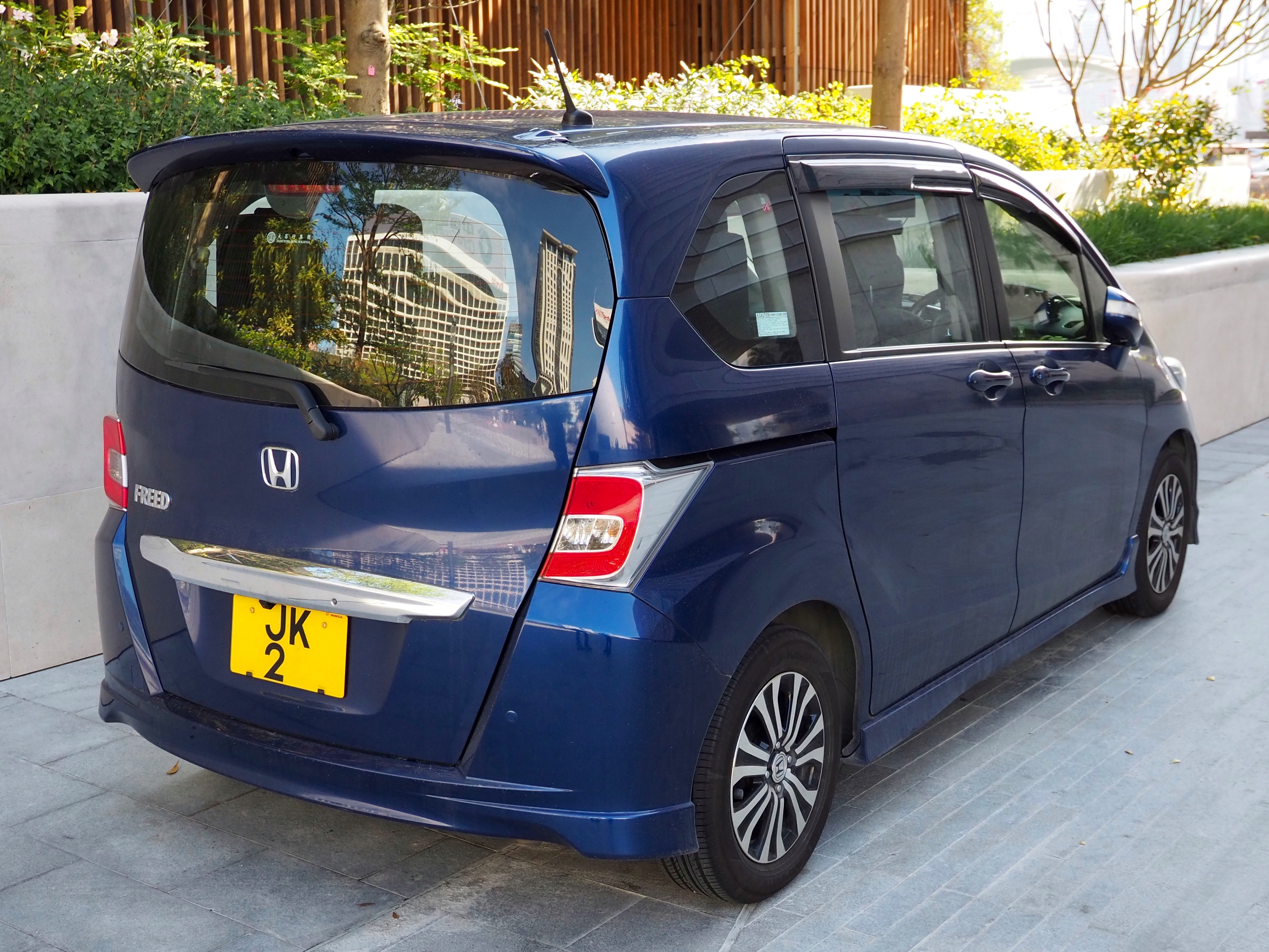
혼다 프리드 하이브리드(후기형) 후측면

## 2세대

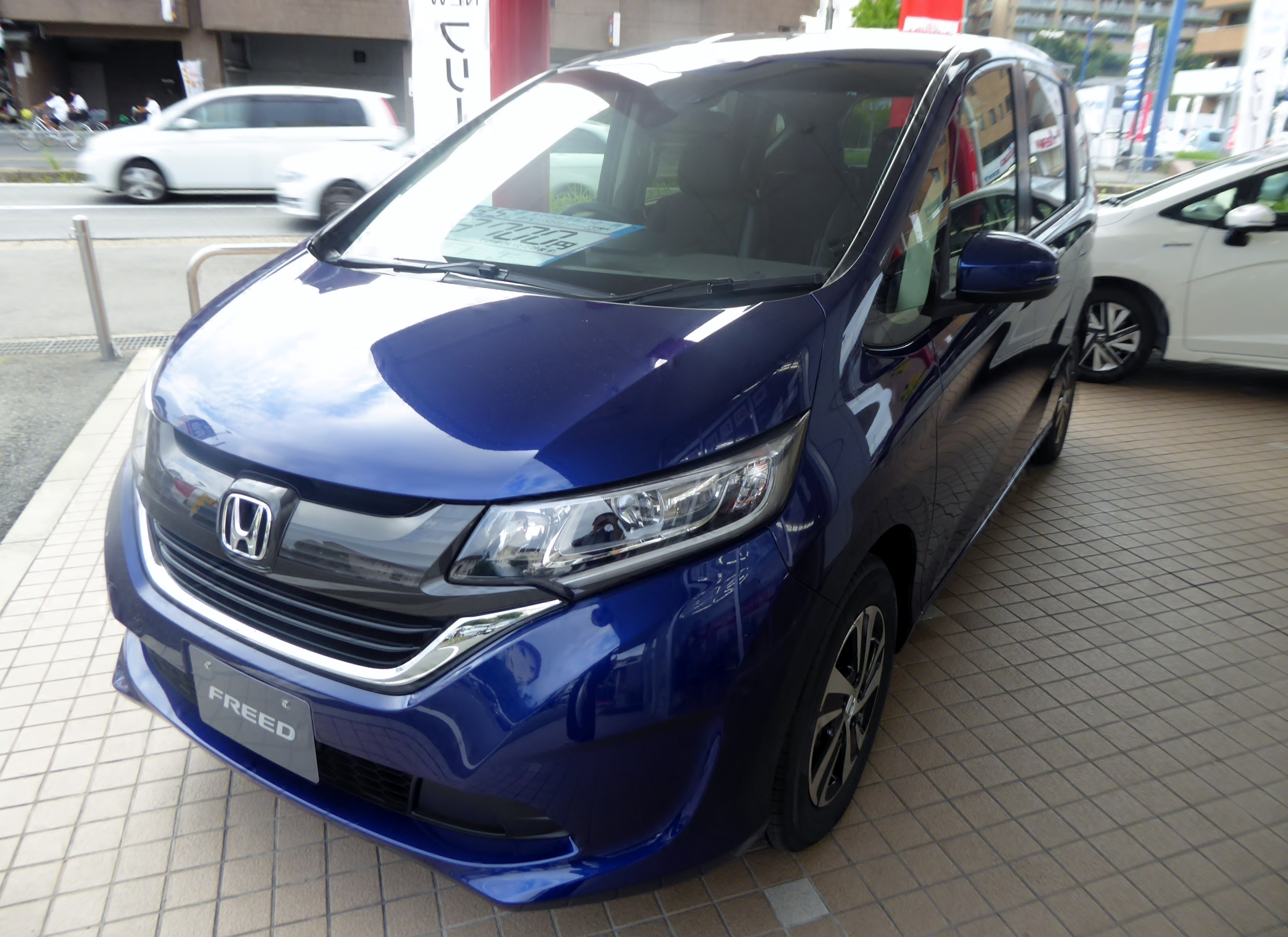
혼다 프리드 하이브리드 정측면

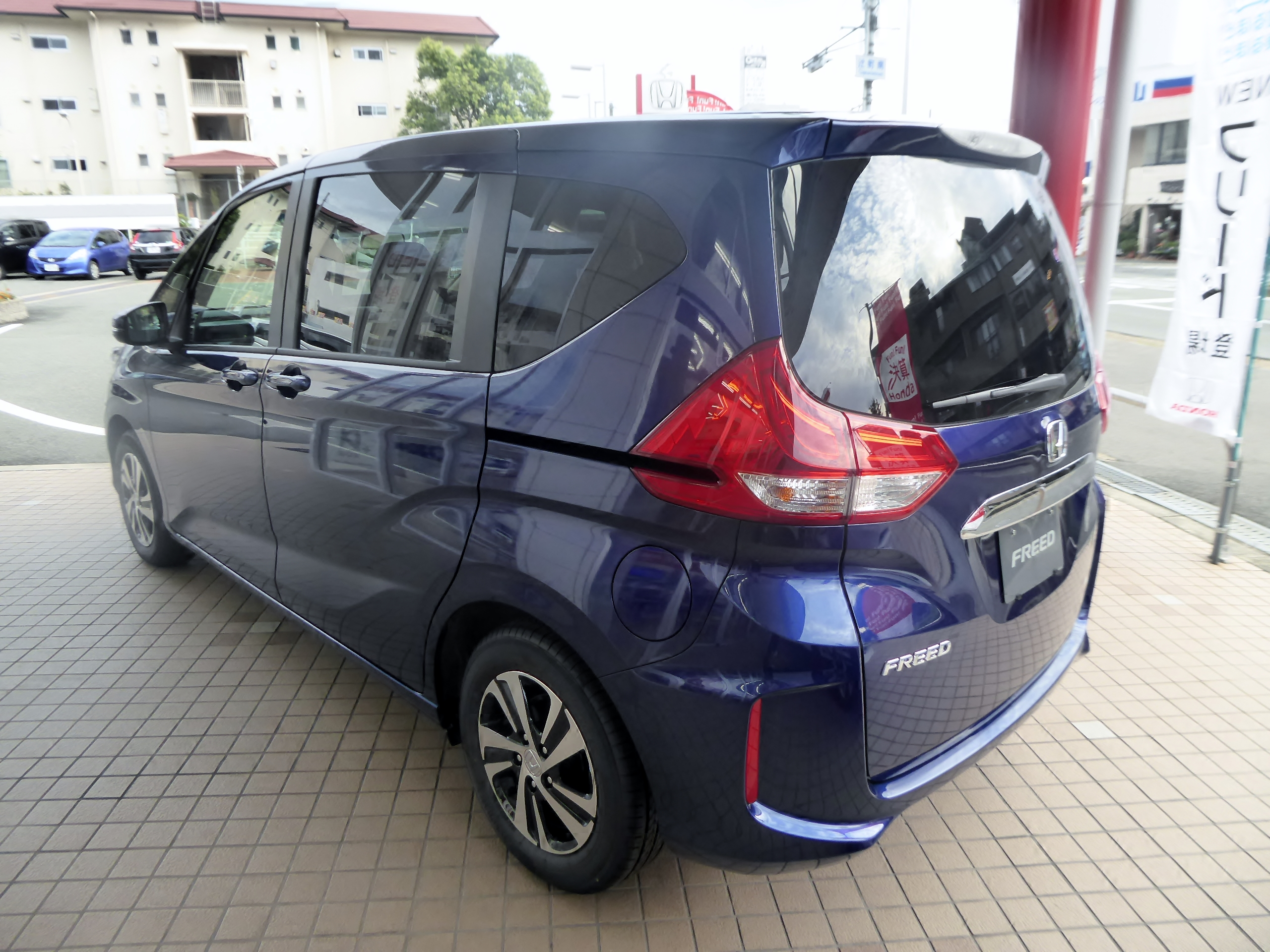
혼다 프리드 하이브리드 후측면

2016년 9월에 풀 모델 체인지를 거쳤다. 1.5ℓ 가솔린 엔진은 1세대에서 쓰던 것의 개량형이다. 2세대부터는 CVT만 적용된다.

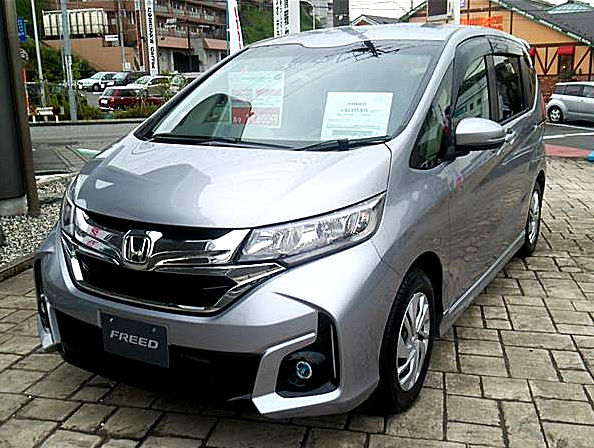
혼다 프리드 G·Honda SENSING 후측면
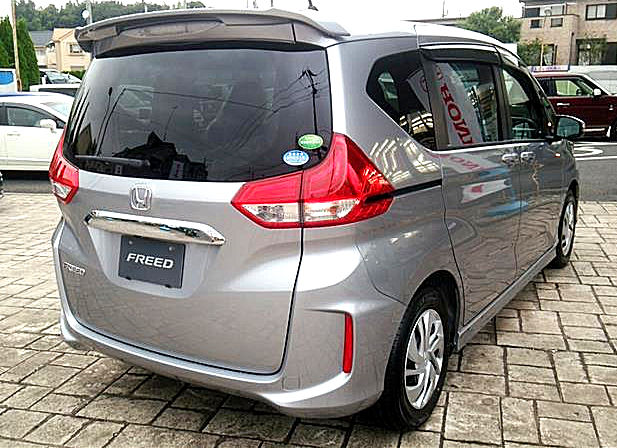
혼다 프리드 G·Honda SENSING 정측면